# Зурберг
Зурберг (њем. Surberg) општина је у њемачкој савезној држави Баварска. Једно је од 35 општинских средишта округа Траунштајн. Према процјени из 2010. године у општини је живјело 3.136 становника. Посједује регионалну шифру (AGS) 9189148.

## Географски и демографски подаци
Зурберг се налази у савезној држави Баварска у округу Траунштајн. Општина се налази на надморској висини од 650 метара. Површина општине износи 23,7 km². У самом мјесту је, према процјени из 2010. године, живјело 3.136 становника. Просјечна густина становништва износи 132 становника/km².